# Gwoździanka
Gwoździanka – wieś w Polsce położona w województwie podkarpackim, w powiecie strzyżowskim, w gminie Niebylec.
| SIMC    | Nazwa    | Rodzaj    |
| ------- | -------- | --------- |
| 0656321 | Dajkówka | część wsi |
| 0656338 | Dół      | część wsi |
| 0656344 | Góra     | część wsi |

W II Rzeczypospolitej miejscowość w powiecie rzeszowskim województwa lwowskiego. W 1939 według danych ukraińskiego przywódcy nacjonalistycznego Wołodymyra Kubijowycza zamieszkana przez 300 Rusinów i 190 Polaków.
W 1943 Niemcy na podstawie donosów, które złożyli nacjonaliści ukraińscy z OUN-UPA zamordowali tutaj 5 Polaków. Armia Krajowa ustaliła konfidentów i zlikwidowała 3 z nich. 17 marca 1945 oddział dywersyjny NIE pod dowództwem plut. Antoniego Homeniaka ps. Kotwica, przy udziale żołnierzy dawnego Okręgu Lwowskiego AK ze zgrupowania o kryptonimie Warta, przeprowadził we wsi akcję odwetową na ludności ukraińskiej, zabijając 14 mieszkańców (w tym 7 kobiet), a także dwóch interweniujących funkcjonariuszy Milicji Obywatelskiej z posterunku w Niebylcu.
W latach 1975–1998 miejscowość administracyjnie należała do województwa rzeszowskiego.

## Zabytki
- Dawna greckokatolicka cerkiew filialna z końca XVIII wieku.